# Ewelinów (Święty Krzyż)
Ewelinów is een plaats in het Poolse district  Kielecki, woiwodschap Święty Krzyż. De plaats maakt deel uit van de gemeente Łopuszno en telt 166 inwoners.